# Lý Xích Tâm
Lý Quá (chữ Hán: 李过, ? – 1649), có thuyết ghi là Lý Cẩm (李錦), tên tự là Bổ Chi, xước hiệu là Nhất chích hổ, người Mễ Chi, Thiểm Tây, tướng lãnh nghĩa quân Đại Thuận, về sau liên kết chính quyền Nam Minh kiên trì kháng Thanh, được Long Vũ Đế ban tên là Lý Xích Tâm (李赤心).

## Cuộc đời và sự nghiệp
Ông là cháu của Đại Thuận Đế Lý Tự Thành, theo ông ta chinh chiến 15 năm. Khi Tự Thành kiến lập chính quyền Đại Thuận, Lý Quá được ban chức Chế Tướng quân, Đô đốc. Tự Thành rút khỏi Bắc Kinh, lấy ông giữ Duyên An, Thiểm Bắc. Tự Thành mất (1644), Lý Quá tiếp nhận quân đội của ông ta, cùng các tướng lãnh nghĩa quân đề cử Cao Nhất Công làm thủ lĩnh, tiếp tục kháng Thanh . Chỉ trong năm Thuận Trị thứ 2 (1645), nhà Thanh đã 6 lần chiêu dụ ông, nhưng sứ giả đều có đi không về.
Tháng 7 cùng năm (1645), bọn Cao Nhất Công, Lý Quá thỏa hiệp với bọn Tuần phủ Hà Đằng Giao, Thượng thư Đổ Dận Tích, chấp nhận quy thuận chính quyền Nam Minh cùng kháng Thanh, chịu sự quản hạt của Đổ Dận Tích; ông được Long Vũ Đế ban tên Xích Tâm, phong Hưng Quốc hầu , nhận chức Tổng binh; còn lực lượng Đại Thuận gọi là Trung Trinh Doanh. Mùa đông, Đổ Dận Tích đưa Trung Trinh Doanh đến Kinh Châu, trong lúc đó quân Thanh tập kích căn cứ Công An, bọn Xích Tâm hoang mang chạy đi Xuyên Đông.
Mùa hạ năm Vĩnh Lịch thứ 4 (1648), Đổ Dận Tích mệnh Trung Trinh Doanh đánh Thường Đức, bức Mã Tiến Trung lui chạy. Tiếp đó tấn công Trường Sa, không hạ được, lui về Tương Đàm.
Mùa xuân năm sau (1649), Trung Trinh Doanh phụng mệnh đi cứu Kim Thanh Hoàn ở Nam Xương, đến giao giới Trà Lăng, Hành Sơn, lần lữa không tiến. Trong lúc này, Hà Đằng Giao bị quân Thanh bắt ở Tương Đàm, bọn Xích Tâm rút về phía đông Hành Châu. Quân Thanh đuổi đến, bọn họ lại chạy đi huyện Hạ, rồi đi Ngô Châu. Tháng 7, Xích Tâm bệnh mất, Cao Tất Chính kiêm lãnh quân đội của ông.

## Tồn nghi
Ngày 13 tháng 5 năm 2012, chương trình "Tìm tòi. Phát hiện", kênh CCTV10 thông báo tại Thông Thành, Hồ Bắc tìm thấy một lượng lớn tài liệu của quân nông dân Đại Thuận, đa phần là ghi chép của Lý Quá. Căn cứ vào những ghi chép này, Lý Quá không chết, mà ẩn cư tại núi Hoàng Long ở giao giới của 3 huyện Tu Thủy, Giang Tây, huyện Bình Giang, Hồ Nam và huyện Thông Thành, Hồ Bắc làm đạo sĩ, đổi tên là Lý Tú, hiệu là Hoàng Long chân nhân. Tuy vậy, những tài liệu này vẫn chưa được giới sử học Trung Quốc công nhận.